# Ниссевард
Ниссевард (нидерл. Nissewaard) — община в провинции Южная Голландия (Нидерланды), расположенная на острове Ворне-Пюттен. Образована 1 января 2015 года в результате слияния общин Спейкениссе и Берниссе, и включает в себя весь остров Путтен и восток острова Ворне.
Советы Спейкениссе и Берниссе в июле 2013 года дали новое название общине — Ниссевард. 19 ноября 2014 года был избран новый городской совет.